# Míriam Martinho
Míriam Martinho (Rio de Janeiro, 1954) cresceu na cidade de São Paulo e é conhecida pelo seu protagonismo no feminismo e do Movimento Homossexual Brasileiro. Martinho formou-se em Letras pela Universidade de São Paulo (USP) e em Tradução pela Associação Alumni.
Martinho fundou o Grupo Lésbico-Feminista (1979-1981) e juntamente com Rosely Roth, outra ativista lésbica do Brasil, em outubro de 1981, o Grupo Ação Lésbica-Feminista ou GALF (1981-1990). Ela também concebeu e produziu o boletim  Chanacomchana que circulou na década de '80 e o boletim e a revista Um Outro Olhar (1989-2002). Em 1983, Martinho participou da manifestação no Ferro's Bar em São Paulo, conhecido por muitos como o Stonewall brasileiro. Também foi co-fundadora da rede de informação Um Outro Olhar em 1989, oficializada em 12 de abril de 1990, uma entidade civil e apartidária e a primeira organização brasileira a dedicar-se especialmente à saúde da mulher lésbica do país.
Militante pelos Direitos Humanos, Martinho atua como jornalista e editora-chefe dos websites Umoutroolhar e Contraocorodoscontentes, portais da intelligentsia lésbica no Brasil.[carece de fontes?]